# Institut national de la météorologie
Das Institut national de la météorologie (INM) (deutsch Nationales Institut für Meteorologie, arabisch المعهد الوطني للرصد الجوي, DMG al-Maʿhad al-Waṭanī li-r-Raṣd al-Ǧawwī, englisch National Institute of Meteorology, NIM) ist der meteorologische und geophysikalische Dienst von Tunesien. Er ist auch für Agrohydrographie, Nautik und Astronomie zuständig.

## Geschichte
Die ersten meteorologischen Messungen im modernen Sinne datieren in Tunesien mit 1873.
1885 wurde eine französische Wetterstation in Tunis-Manoubia eingerichtet. 1923 baute das Office Météorologique de France ein Wettervorhersagenetz mit Zentrum am Flughafen El Aouina auf (Service d'El Aouina).
Im Zuge der Unabhängigkeit Tunesiens (1956) wurde 1955 das Bureau d'inventaire des ressources hydriques et pluviométriques geschaffen, das dann 1958 als Service National de la Météorologie (National Service of Meteorology) eingerichtet und der Direction des Services Aériens et Maritimes am  Ministère des Travaux Publics et de l'Habitat unterstellt wurde. 1973 wurde es in die Direction de la Météorologie (Department of Meteorology) umgewandelt, 1974 in das Institut National de la Météorologie (National Institute of Meteorology). Seit 2009 (Loi N°10 de l'année 2009) firmiert es in der Rechtsform eines Etablissement public à caractère non administratif (EPNA).

## Organisation und Aufgaben

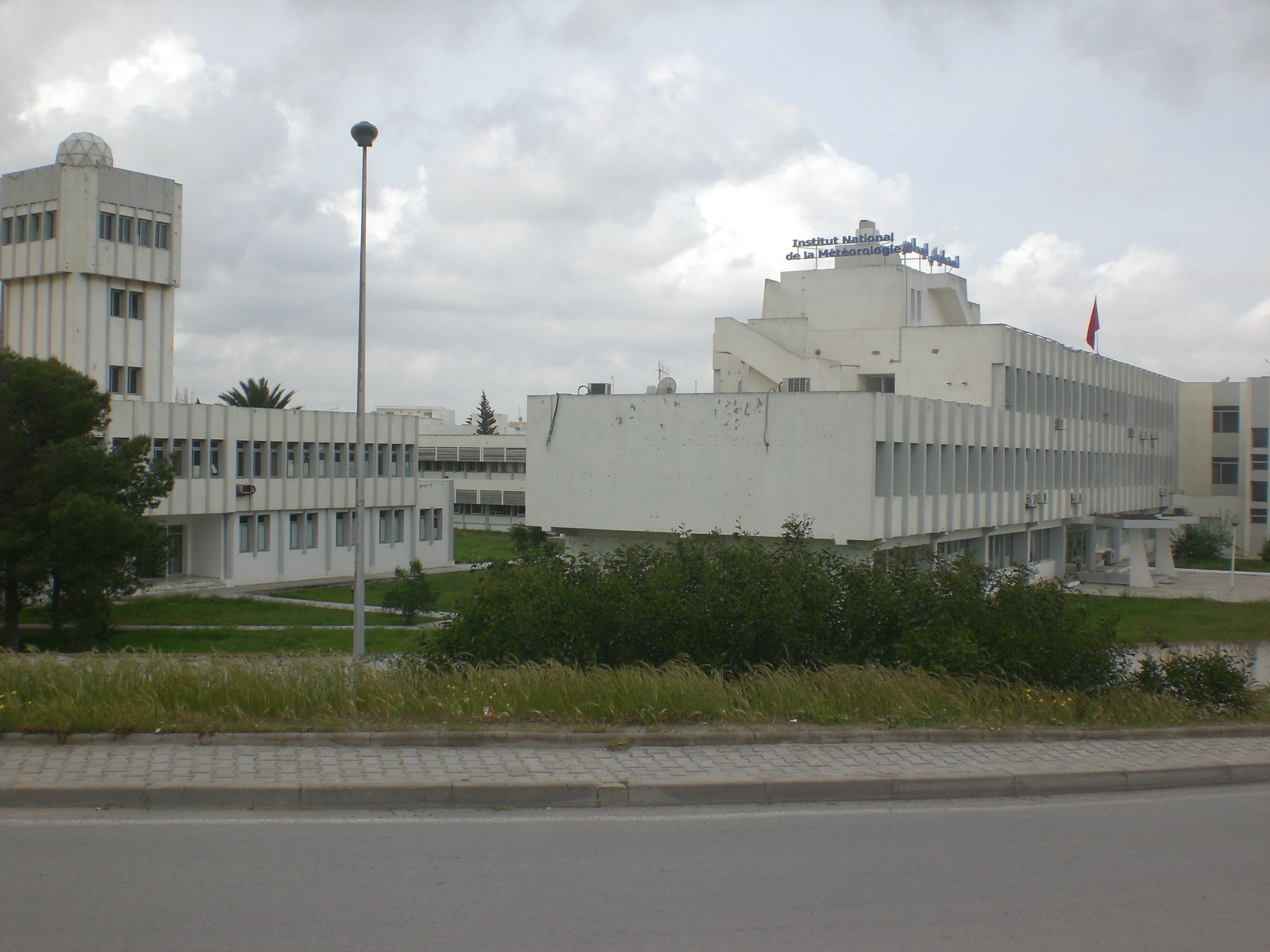
Hauptquartier Tunis

Die Behörde untersteht heute dem Transportministerium (Ministère du Transport). Seit 2012 ist Abdelwahab Enmiri Generaldirektor (Directeur général).
Die Zentrale ist in der Cité olympique El Khadhra in Tunis (Avenue Mohamed Ali Akid) angesiedelt. Sie hat sechs Regionalbüros in Tunis, Jendouba, Sousse, Sfax, Tozeur und Medenine.
Die Aufgaben  umfassen die Meteorologie, Geophysik und Klimaforschung, den Flugwetterdienst und Nautik, Agrohydrologie und diesbezügliche Entwicklung, sowie entsprechende Belange im Tourismus, und astronomische Ephemeridenrechnung.